# Alfred Hitchcock w rolach cameo

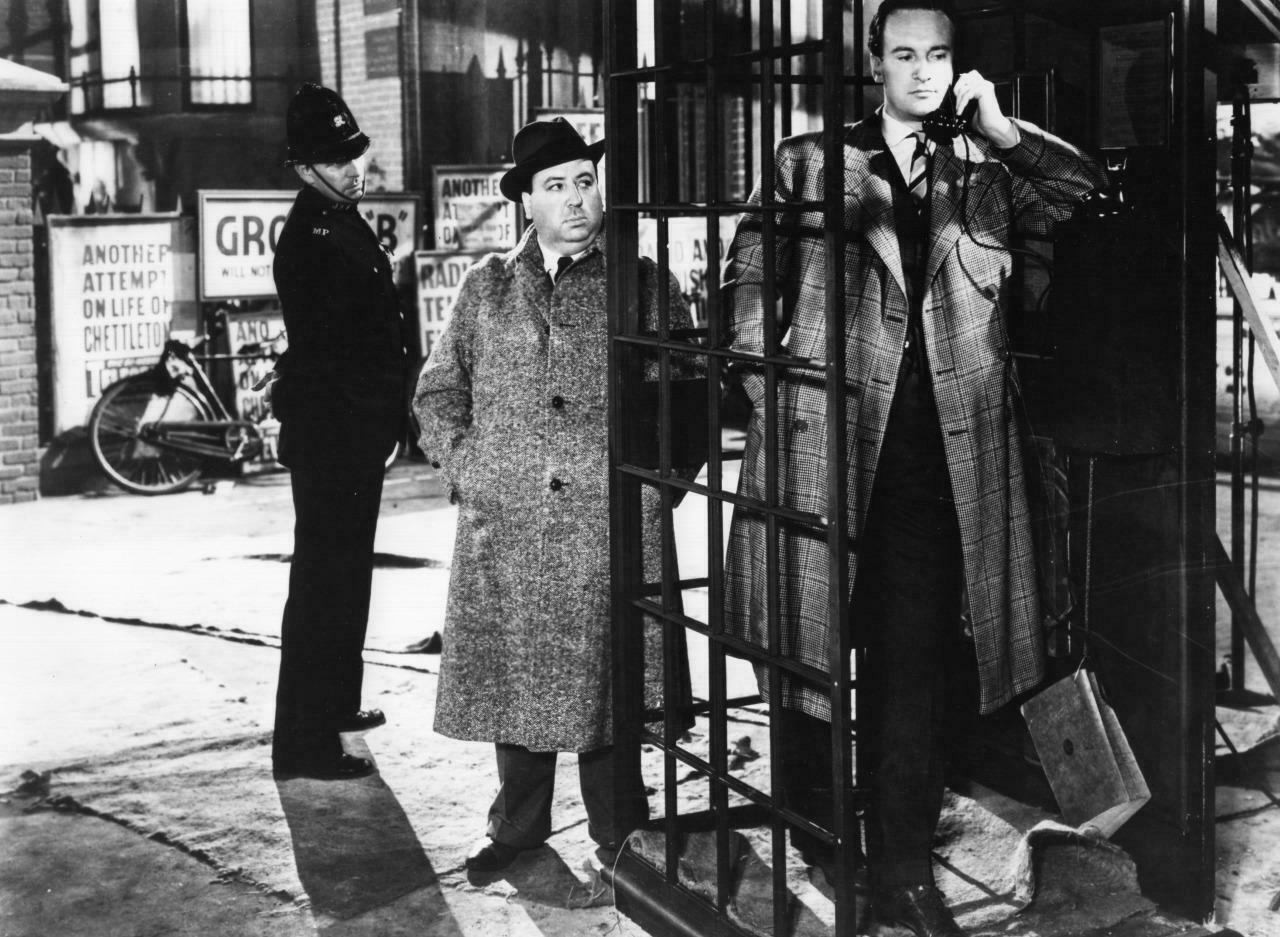
Hitchcock w roli cameo w filmie Rebeka (1940)

Angielski reżyser filmowy Alfred Hitchcock wystąpił w 38 ze swych 52 zachowanych filmów fabularnych (jego drugi film, Orzeł z gór z 1927 uznaje się za zaginiony). Po raz pierwszy pojawił się w niemym dreszczowcu kryminalnym Lokator (1927). W opinii biografa Patricka McGilligana jego gościnny występ miał być „raczej perskim okiem puszczonym do dziennikarzy, a nie próbą lansowania samego siebie jako osoby publicznej”. Jak sam przyznawał, jego pierwszy występ miał na celu wyłącznie zyskanie na czasie i ograniczenie wydatków. Z kolei Ivor Montagu stwierdził, że główną inspirację dla Hitchcocka stanowił D.W. Griffith, który miał w zwyczaju pojawiać się w swoich wczesnych produkcjach, odgrywając krótkie epizody. Innym z przykładów, jaki wykorzystał, był Charlie Chaplin i jego występ cameo w dramacie Paryżanka (1923).
Hitchcock pojawiał się na kilka sekund w rozmaitych rolach, m.in. jako pasażer metra (Szantaż; 1929), przechodzień (Morderstwo; 1930, Rebeka; 1940), pasażer autobusu (Złodziej w hotelu; 1955) i tym podobnych nigdy nie wypowiadając żadnej kwestii. Częstym motywem było trzymanie przez niego instrumentu muzycznego, na przykład wiolonczeli w kryminalnym dramacie sądowym Akt oskarżenia (1947) lub też kontrabasu w psychologicznym dreszczowcu noir Nieznajomi z pociągu (1951).
W filmie Łódź ratunkowa (1944) pojawił się w reklamie środka odchudzającego zamieszczonej w gazecie odnalezionej przez rozbitków. Występ ten uważał za swoją ulubioną rolę cameo. Początkowo miał problem z wymyśleniem okoliczności, w jakich miałby pojawić się na ekranie. Pierwotnie chciał wcielić się w zmarłego unoszącego się na wodzie, jednak zrezygnował z tego pomysłu, w obawie przed utonięciem. „Postanowiłem więc uwiecznić fakt swojego wyszczuplenia, a równocześnie wygrać swój kawałek roli: pozując do zdjęć «przed» i «po» kuracji odchudzającej. Przedrukowaliśmy te zdjęcia jako reklamę prasową, wychwalającą wymyślony środek «Reduco» – a widzowie mogli zobaczyć zarówno ogłoszenie, jak i mnie samego, kiedy William Bendix rozkładał starą gazetę znalezioną w łodzi” – argumentował.

W 1962 tłumaczył role cameo w swoich filmach w następujących słowach: 

[…] trzeba było wypełnić ekran. Później zrobił się z tego przesąd, a w końcu – stały żart. Teraz jednak ten żart stał się już dość kłopotliwy i żeby pozwolić ludziom spokojnie oglądać film, staram się pojawiać ostentacyjnie w ciągu pierwszych pięciu minut.

## Pełna lista występów Hitchcocka w roli cameo

### Filmy

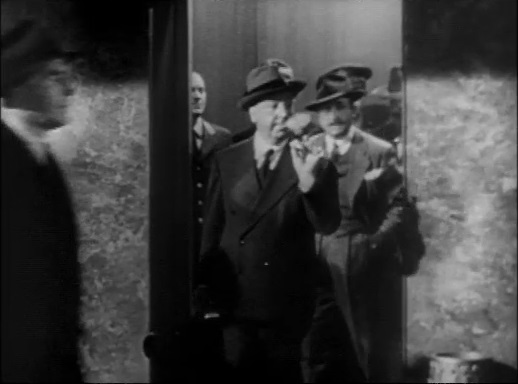
Hitchcock w roli cameo w filmie Urzeczona (1945)

| Rok  | Tytuł                            | Rola | Źr     |
| ---- | -------------------------------- | --- | ------ |
| 1927 | Lokator                          | reporter wiadomości i być może osoba w tłumie pod koniec filmu (nie ma co do tej drugiej roli zgodności) | [ 19 ] |
| 1928 | Łatwa cnota                      | osoba opuszczająca kort tenisowy przez boczną bramę (nie ma co do tego występu jednoznacznej pewności)   | [ 20 ] |
| 1929 | Szantaż                          | pasażer londyńskiego metra denerwowany przez małego chłopca                                              | [ 21 ] |
| 1930 | Morderstwo                       | przechodzień w scenie zbrodni                                                                            | [ 22 ] |
| 1934 | Człowiek, który wiedział za dużo | przechodzień na ulicy, gdy jedzie autobus                                                                | [ 23 ] |
| 1935 | 39 kroków                        | literat, w scenie, w której Hannay i Smith opuszczają teatr                                              | [ 24 ] |
| 1937 | Młody i niewinny                 | fotograf z malutkim aparatem w scenie ucieczki Tisdalla z gmachu sądu                                    | [ 25 ] |
| 1938 | Starsza pani znika               | przechodzień palący papierosa na Victoria Station                                                        | [ 25 ] |
| 1940 | Rebeka                           | przechodzień koło budki telefonicznej pod koniec filmu                                                   | [ 26 ] |
| 1940 | Zagraniczny korespondent         | przechodzień czytający gazetę                                                                            | [ 27 ] |
| 1941 | Pan i pani Smith                 | przechodzień mijający Smitha przed hotelem                                                               | [ 27 ] |
| 1941 | Podejrzenie                      | mężczyzna wysyłający list                                                                                | [ 28 ] |
| 1942 | Sabotaż                          | mężczyzna stojący przed drogerią w Nowym Jorku                                                           | [ 28 ] |
| 1943 | Cień wątpliwości                 | mężczyzna grający w karty w pociągu do Santa Rosa                                                        | [ 29 ] |
| 1944 | Łódź ratunkowa                   | odchudzony mężczyzna w reklamie prasowej Reduco                                                          | [ 30 ] |
| 1945 | Urzeczona                        | mężczyzna ze skrzypcami i cygarem, wychodzący z windy hotelowej                                          | [ 31 ] |
| 1946 | Osławiona                        | mężczyzna pijący szampana na przyjęciu                                                                   | [ 32 ] |
| 1947 | Akt oskarżenia                   | mężczyzna z wiolonczelą wysiadający z pociągu na stacji Cumberland                                       | [ 33 ] |
| 1948 | Sznur                            | mężczyzna pojawiający się na tle neonu                                                                   | [ 34 ] |
| 1949 | Pod znakiem Koziorożca           | mężczyzna wkładający płaszcz i kapelusz na placu oraz osoba wchodząca do budynku rządowego               | [ 35 ] |
| 1950 | Trema                            | mężczyzna oglądający się na ulicy za Eve Gill, która mówi do siebie                                      | [ 35 ] |
| 1951 | Nieznajomi z pociągu             | mężczyzna z kontrabasem                                                                                  | [ 36 ] |
| 1953 | Wyznaję                          | mężczyzna na klatce schodowej podczas wyświetlania napisów czołówki                                      | [ 37 ] |
| 1954 | M jak morderstwo                 | fotograf na zjeździe absolwentów                                                                         | [ 37 ] |
| 1954 | Okno na podwórze                 | mężczyzna nakręcający zegar w mieszkaniu twórcy piosenek                                                 | [ 38 ] |
| 1955 | Złodziej w hotelu                | pasażer autobusu                                                                                         | [ 39 ] |
| 1955 | Kłopoty z Harrym                 | mijający limuzynę kolekcjonera sztuki                                                                    | [ 39 ] |
| 1956 | Człowiek, który wiedział za dużo | mężczyzna tyłem do kamery, obserwujący akrobatów na rynku w Marrakeszu                                   | [ 40 ] |
| 1956 | Niewłaściwy człowiek             | narrator prologu                                                                                         | [ 41 ] |
| 1958 | Zawrót głowy                     | mężczyzna przechodzący obok stoczni Elstera                                                              | [ 42 ] |
| 1959 | Północ, północny zachód          | mężczyzna, który spóźnił się na autobus                                                                  | [ 43 ] |
| 1960 | Psychoza                         | mężczyzna w kowbojskim kapeluszu przed biurem pośrednika nieruchomości                                   | [ 43 ] |
| 1963 | Ptaki                            | mężczyzna opuszczający sklep zoologiczny ze swoimi psami (Geoffreyem i Stanleyem) na smyczy              | [ 44 ] |
| 1964 | Marnie                           | podejrzany mężczyzna w hotelowym korytarzu                                                               | [ 45 ] |
| 1966 | Rozdarta kurtyna                 | mężczyzna z dzieckiem w hotelowym foyer                                                                  | [ 46 ] |
| 1969 | Topaz                            | mężczyzna na wózku inwalidzkim na lotnisku                                                               | [ 47 ] |
| 1972 | Szał                             | mężczyzna w tłumie na nabrzeżu Tamizy                                                                    | [ 48 ] |
| 1976 | Intryga rodzinna                 | mężczyzna w Urzędzie Ewidencji Ludności                                                                  | [ 49 ] |

### Telewizja
| Rok  | Serial                       | Odcinek             | Rola                                                       | Emisja         | Źr     |
| ---- | ---------------------------- | ------------------- | ---------------------------------------------------------- | -------------- | ------ |
| 1958 | Alfred Hitchcock przedstawia | „A Dip in the Pool” | człowiek na okładce magazynu czytanego przez pana Renshawa | 1 czerwca 1958 | [ 50 ] |